# Leonid Tibilov
Leonid Charitonovitj Tibilov (ossetiska: Тыбылты Харитъоны фырт Леонид, Tybylty Charitony fyrt Leonid; georgiska: ლეონიდ ხარიტონის ძე თიბილოვი, Leonid Charit'onis dze Tibilovi; ryska: Леони́д Харито́нович Тиби́лов), född 28 mars 1952 i Verchnij Dvan, Sydossetiska AO, Georgiska SSR, Sovjetunionen (nuvarande Zemo Dvani, Sydossetien, Georgien), är en sydossetisk politiker som är Sydossetiens president efter att ha vunnit den sydossetiska presidentvalet 2012.